# Marlon Parker
 (mars 2022).
Améliorez-le ou discutez des points à vérifier. 
 (mai 2020).
Pour les articles homonymes, voir Parker.
Marlon Parker est un entrepreneur social sud-africain, fondateur de Reconstructed Living Labs (RLabs). 

## Biographie
Parker est un ancien chargé de lecture à l'université du Cape (Université de technologie de la péninsule du Cap), il est actuellement à la tête de Mxit Reach  (applications mobiles gratuites dans le domaine de l'éducation, le secteur médical, agricole et des applications à destination des communautés). 
Avec sa franchise RLabs, Reconstructed Living Labs se développe dans le monde (23 pays). Le modèle RLabs a permis d'incuber 22 entreprises sociales et emploie 80 personnes - la plupart au Cap. Plus de quatre millions de personnes ont bénéficié des services d'assistance de RLabs. 

## Prix
- Jeune leader mondial du Forum économique mondial
- Un des 300 jeunes sud-africains que vous devriez inviter à déjeuner selon le Mail and Guardian[2]
- 2014 : Membre Ashoka[3]
- 2015 : Héros national LEAD SA[4]